# Epinephelus polylepis
Epinephelus polylepis är en art i familjen havsabborrfiskar som finns i västra Indiska oceanen. 

## Utseende
En avlång, från sidorna sammantryckt fisk med rakt sluttande panna, stor mun med underbett, ett par huggtänder framtill i käkarna samt två rader tänder i underkäken, tänderna i den bakre raden dubbelt så långa som de i den främre. Som vanligt i familjen består ryggfenan av två sammanvuxna delar, den främre hård och enbart med taggstrålar (11 hos denna art; den 3:e eller 4:e längst), den bakre mjuk, och bara uppbyggd av mjukstrålar (vanligtvis 17, någon gång endast 16). På liknande sätt har den rundade till fyrkantiga analfenan 3 taggstrålar och 8 mjukstrålar, medan bröstfenorna endast består av mjukstrålar, 18 till 19 till antalet. Stjärtfenan är tvärt avhuggen eller svagt konkav. Kroppsfärgen är ljus, och förutom buken, men inklusive fenorna, täckt med flera små bruna fläckar, som sitter tätt ihop. Fläckarna på buksidans fenor är ljusare och glesare än övriga. Längs överkäken finns en mörk linje, och stjärtfenans bakkant har ett vitt band och en rad med svartbruna fläckar. Som mest kan fisken bli 61 cm lång och väga 2,1 kg.

## Vanor
Då Epinephelus polylepis relativt nyligen har beskrivits, är kunskapen om den fortfarande osäker. Arten förefaller emellertid vara en hermafrodit med könsväxling, som börjar sitt liv som hona, för att senare byta kön till hane. Den lever främst vid klipputskott på mellan 50 och 155 meters djup, även om den har iakttagits på så ringa djup som 10 m. Födan utgörs framför allt av fisk och kräftdjur, som fångas nära botten.

## Betydelse för människan
Epinephelus polylepis är föremål för ett betydande kommersiellt fiske, framför allt med trål.

## Status
IUCN har klassificerat arten som nära hotad ("NT") och beståndet minskar. Främsta hotet är överfiske.

## Utbredning
Utbredningsområdet, som man för närvarande känner det, omfattar västra Indiska oceanen från Indiens västkust, Pakistan, Persiska viken, Omanbukten och Adenviken.